# Risto Kallaste
Risto Kallaste (Tallinn, 23 de fevereiro de 1971) é um ex-futebolista estoniano que atuava como zagueiro. Defendeu a seleção de seu país em 36 oportunidades.
Kallaste era conhecido por conta das cobranças de laterais acrobáticos que ele cobrava.